# Dyrektywa azotanowa
Dyrektywa azotanowa – podstawowy dokument Unii Europejskiej w sprawie ochrony wód przed zanieczyszczeniami powodowanymi przez azotany pochodzące ze źródeł związanych z rolnictwem. Zgodnie z ustanowioną dyrektywą o jakości wody pitnej, stężenie azotanów w takiej wodzie nie może przekraczać 50 mg NO3− lub 11,3 mg N–NO3 w 1 dm3.
Dyrektywa azotanowa precyzuje pod adresem krajów członkowskich Unii Europejskiej następujące wymagania:
- monitorowanie zawartości azotanów w wodach gruntowych i otwartych
- ustanowienie dobrowolnych kodeksów dobrej praktyki rolniczej
- wyznaczenie stref szczególnej wrażliwości na skażenie wód azotanami
- sprecyzowanie obligatoryjnych zabiegów agrotechnicznych w strefach szczególnej wrażliwości